# Estação Avinguda Carrilet

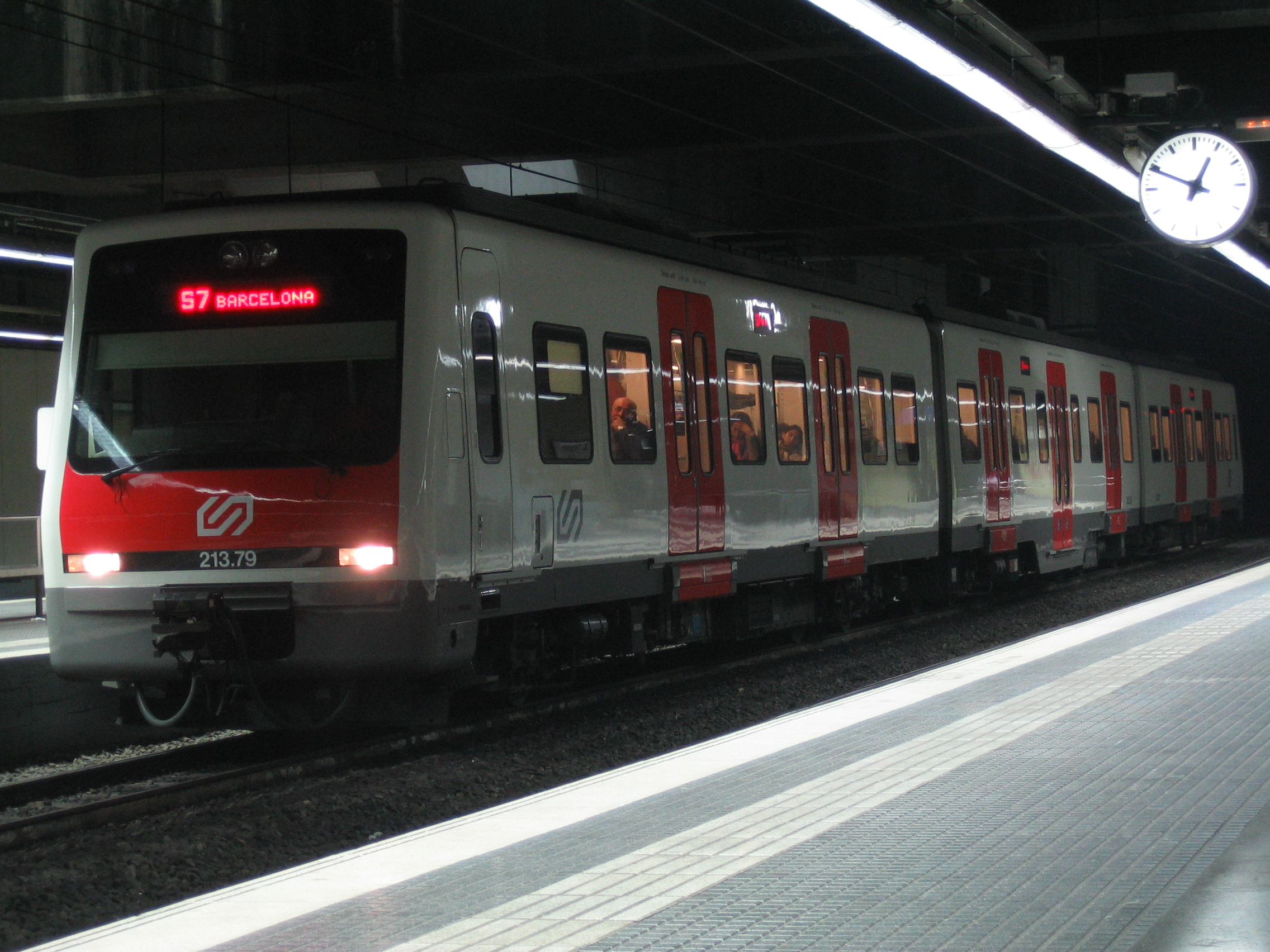
Estação Avinguda Carrilet.

Avinguda Carrilet é uma estação intercambiadora multimodal localizado no cruzamento da Rambla Marina com a Avenida del Carrilet em Hospitalet de Llobregat. É o ponto de ligação da Linha 1 e Linha 8 do Metro de Barcelona com as oito linhas da Ferrocarrils de la Generalitat de Catalunya (FGC) da linha férrea Llobregat-Noya (linhas S3, S4 e S8, S9, R5, R6, R50 e R60).

## História
A estação original da linha Llobregat – Anoia foi inaugurada em 1912 pela empresa Camino de Hierro del Nordeste. Em 9 de julho de 1985, o trecho da linha entre as estações de Sant Josep e Cornellà Riera foi colocado no subsolo e a atual estação entrou em operação. A estação L1 data de 1987, quando a linha foi estendida para o sul da estação de Torrassa. Serviu como terminal sul da L1 até 1989, quando essa linha foi estendida até a estação Hospital de Bellvitge.

## Localização
As plataformas utilizadas pela Linha Llobregat – Anoia estão localizadas entre a Rambla de la Marina e a Plaça de la Mare de Déu de Montserrat. Eles compreendem duas plataformas insulares, cada uma flanqueada por um par de trilhos, com os dois trilhos internos na linha principal e os trilhos externos em loops fora da linha principal. As plataformas L1 estão localizadas sob a Rambla de la Marina, entre Avinguda Carrilet e Carrer Prat de la Riba, compreendendo duas plataformas laterais de 96 metros de comprimento.